# Boston-Marathon 2001
Der Boston-Marathon 2001 war die 105. Ausgabe der jährlich stattfindenden Laufveranstaltung in Boston, Vereinigte Staaten. Der Marathon fand am 16. April 2001 statt.
Bei den Männern gewann Lee Bong-ju in 2:09:43 h und bei den Frauen Catherine Ndereba in 2:23:53 h.

## Ergebnisse

### Männer
| Platz | Athlet                  | Land               | Zeit (h) |
| ----- | ----------------------- | ------------------ | -------- |
| 01    | Lee Bong-ju             | Südkorea           | 2:09:43  |
| 02    | Silvio Guerra           | Ecuador            | 2:10:07  |
| 03    | Joshua Chelanga         | Kenia              | 2:10:29  |
| 04    | David Kiptum Busenei    | Kenia              | 2:11:47  |
| 05    | Mbarak Kipkorir Hussein | Kenia              | 2:12:01  |
| 06    | Rodney DeHaven          | Vereinigte Staaten | 2:12:41  |
| 07    | Laban Nkete             | Südafrika          | 2:12:44  |
| 08    | Fedor Ryzhov            | Russland           | 2:13:54  |
| 09    | Makhosonke Fika         | Südafrika          | 2:14:13  |
| 10    | Timothy Cherigat        | Kenia              | 2:14:21  |

### Frauen
| Platz | Athletin            | Land                | Zeit (h) |
| ----- | ------------------- | ------------------- | -------- |
| 01    | Catherine Ndereba   | Kenia               | 2:23:53  |
| 02    | Małgorzata Sobańska | Polen               | 2:26:42  |
| 03    | Ljubow Morgunowa    | Russland            | 2:27:18  |
| 04    | Lornah Kiplagat     | Kenia               | 2:27:56  |
| 05    | Fatuma Roba         | Äthiopien           | 2:28:08  |
| 06    | Irina Timofejewa    | Russland            | 2:28:50  |
| 07    | Ljudmila Petrowa    | Russland            | 2:29:23  |
| 08    | Wei Ya-nan          | Volksrepublik China | 2:29:52  |
| 09    | Bruna Genovese      | Italien             | 2:30:39  |
| 10    | Kaori Tanabe        | Japan               | 2:31:31  |